# Jürgen Colombo
Jürgen Colombo, född den 2 september 1949 i Zielona Góra, Polen, är en västtysk tävlingscyklist som tog OS-guld i lagförföljelsen vid olympiska sommarspelen 1972 i München. 